# عائد أقصى مستدام
في علم البيئة والاقتصاد السكاني، يعتبر العائد الأقصى المستدام (MSY) من الناحية النظرية أكبر محصول (أو صيد) يمكن أن يؤخذ من مخزون الأنواع خلال فترة غير محددة. يهدف هذا المفهوم، وهو أمر أساسي لمفهوم الحصاد المستدام، إلى الحفاظ على حجم السكان عند الحد الأقصى لمعدل النمو من خلال حصد الأفراد الذين يتم إضافتهم عادةً إلى السكان، مما يسمح للسكان بالاستمرار في الإنتاج إلى أجل غير مسمى. في ظل افتراض النمو اللوجستي، لا يقيد تقييد الموارد المعدلات التناسلية للأفراد عندما يكون عدد السكان صغيرًا، ولكن بسبب قلة عدد الأفراد، يكون العائد الإجمالي صغيرًا. عند الكثافة السكانية المتوسطة، والتي يمثلها أيضًا نصف القدرة الاستيعابية، يكون الأفراد قادرين على التكاثر إلى أقصى معدل. في هذه المرحلة يوجد فائض من الأفراد يمكن حصادهم لأن نمو السكان في أقصى نقطة له بسبب العدد الكبير من الأفراد التكاثر. ونتيجة لذلك فإن العوامل المعتمدة على الكثافة تحد بشكل متزايد من التكاثر حتى يصل السكان إلى القدرة الاستيعابية. في هذه المرحلة لا يوجد فائض من الأفراد يمكن حصادهم وينخفض العائد إلى الصف. العائد الأقصى المستدام يكون عادة أعلى من العائد المستدام الأمثل والعائد الاقتصادي الأقصى.
يستخدم أيضاً على نطاق واسع لإدارة مصايد الأسماك على عكس اللوجستية.